# Witness (케이티 페리의 음반)
《Witness》는 케이티 페리의 다섯 번째 정규 음반으로, 2017년에 발매되었다. 빌보드 200 차트 1위 음반이다.